# Чемпионат Европы по лёгкой атлетике в помещении 1982 — прыжок в длину (мужчины)
Соревнования по прыжкам в длину у мужчин на чемпионате Европы по лёгкой атлетике в помещении в Милане прошли 7 марта 1982 года во Дворце спорта «Сан-Сиро».
Действующим зимним чемпионом Европы в прыжках в длину являлся Рольф Бернхард из Швейцарии.

## Рекорды
До начала соревнований действующими были следующие рекорды в помещении.
| Высшее мировое достижение        | Карл Льюис (США)            | 8,56 м | Ист-Ратерфорд, США | 16 января 1982 |
| Рекорд Европы                    | Игорь Тер-Ованесян (СССР)   | 8,23 м | Дортмунд, ФРГ      | 27 марта 1966  |
| Рекорд чемпионатов Европы        | Жан-Франсуа Бонем (Франция) | 8,17 м | Гётеборг, Швеция   | 9 марта 1974   |
| Лучший результат сезона в мире   | Карл Льюис (США)            | 8,56 м | Ист-Ратерфорд, США | 16 января 1982 |
| Лучший результат сезона в Европе | Атанас Чочев (Болгария)     | 8,02 м | София, Болгария    | 31 января 1982 |

## Расписание
| Дата         | Раунд соревнований |
| ------------ | ------------------ |
| 7 марта 1982 | Финал              |

Время местное (UTC+2)

## Медалисты
| Золото              | Серебро                  | Бронза                       |
| Хенри Лаутербах ГДР | Рольф Бернхард Швейцария | Джованни Эванджелисти Италия |

## Результаты
Обозначения: WB — Высшее мировое достижение | ER — Рекорд Европы | CR — Рекорд чемпионатов Европы | NR — Национальный рекорд | WL — Лучший результат сезона в мире | EL — Лучший результат сезона в Европе | PB — Личный рекорд | SB — Лучший результат в сезоне | DNS — Не вышел в сектор | NM — Без результата | DQ — Дисквалифицирован

Основные соревнования в прыжке в длину у мужчин прошли 7 марта 1982 года. В сектор вышли 13 прыгунов. Турнир запомнился высокой конкуренцией и плотными результатами: чемпиона Хенри Лаутербаха и занявшего четвёртое место Яна Лейтнера разделило всего 4 сантиметра.
| Место | Атлет                 | Гражданство  | Результат | Примечания |
| ----- | --------------------- | ------------ | --------- | ---------- |
| 1     | Хенри Лаутербах       | ГДР          | 7,86 м    |            |
| 2     | Рольф Бернхард        | Швейцария    | 7,83 м    |            |
| 3     | Джованни Эванджелисти | Италия       | 7,83 м    |            |
| 4     | Ян Лейтнер            | Чехословакия | 7,82 м    |            |
| 5     | Ласло Сальма          | Венгрия      | 7,78 м    |            |
| 6     | Марко Пиоки           | Италия       | 7,76 м    | PB         |
| 7     | Рональд Десруэль      | Бельгия      | 7,75 м    |            |
| 8     | Атанас Чочев          | Болгария     | 7,64 м    |            |
| 9     | Рене Глор             | Швейцария    | 7,49 м    |            |
| 10    | Антонио Коргос        | Испания      | 7,48 м    |            |
| 11    | Александр Бескровный  | СССР         | 7,46 м    |            |
| 12    | Андерс Хоффстрём      | Швеция       | 7,45 м    |            |
| 13    | Денис Пинабель        | Франция      | 7,42 м    |            |